# Alberto Demiddi
Alberto Demiddi (Buenos Aires, 11 de abril de 1944-San Fernando, 25 de octubre de 2000) fue un remero argentino. Considerado uno de los deportistas argentinos más destacados de la historia, fue campeón mundial en 1970 y obtuvo dos medallas olímpicas: medalla de plata en Múnich 1972 y bronce en México 1968. Además, se consagró campeón panamericano y sudamericano en múltiples ocasiones.

## Biografía
Hombre talentoso, tenaz, de gran decencia e integridad deportiva es considerado el remero más importante de Argentina y uno de los deportistas argentinos más reconocidos mundialmente. 
Apodado por sus rivales como La máquina, nació en Buenos Aires pero se crio desde chico en la ciudad santafesina de Rosario. A lo largo de su trayectoria representó al Club Regatas de esa ciudad dedicándose en el scull sencillo. Abandonó el remo en 1974 para destacarse como entrenador del Club Regatas La Marina en la ciudad de Tigre, en la provincia de Buenos Aires. Murió de cáncer en 2000, a los cincuenta y seis años.
Su hijo Alejandro es entrenador en el Real club Náutico de Tarragona.

## Premios y distinciones
Especialista en el par de remos cortos, fue campeón mundial y campeón europeo. Obtuvo el primer puesto en la Real Regata de Henley. Participó en tres finales olímpicas: Tokio 1964, México 1968 (bronce) y Múnich 1972 (plata). Fue campeón panamericano en Winnipeg '67 y Cali '71.
- Ganó de manera consecutiva doce campeonatos argentinos en scull sencillo entre 1962 y 1973
- Campeón Sudamericano en 1964, 1965, 1968 y 1970
- Segundo puesto en la Real Regata de Henley, Gran Bretaña (1964 y 1966)
- Medalla de oro en los Juegos Panamericanos de Winnipeg, Canadá (1967)
- Medalla de bronce en los Juegos Olímpicos de México (1968)
- Campeón Europeo en Klagemfurt, Austria (1969)
- Campeón del Mundo Sénior en Canadá (1970)
- Campeón en la Real regata Henley, Gran Bretaña (1971)
- Bicampeón Europeo Copenhague, Dinamarca (1971)
- Medalla de oro en los Panamericanos de Cali, Colombia (1971)
- Medalla de plata en los Juegos Olímpicos de Múnich, Alemania (1972)
- Fue distinguido con dos premios Olimpia de oro (1969 y 1971)
- Premio Konex de Platino como uno de los mejores deportistas argentinos (1980)
- En 2010, la Fundación Konex le otorgó de forma póstuma el Premio Konex de Honor a su familia.

Un golpe muy duro. Era campeón argentino, sudamericano, panamericano, europeo, mundial... me quedaba una sola, una sola me quedaba. Cuando el alemán oriental Gueldenpfenning se acercó para saludarme y me dijo Tú debiste haber ganado, me dieron ganas de llorar...
Alberto Demiddi, al salir segundo en las Olimpíadas de Munich 72

Desde 2018, una calle en la Villa Olímpica de la Juventud en Buenos Aires lleva su nombre.